# Verein Deutscher Zeitungsverleger

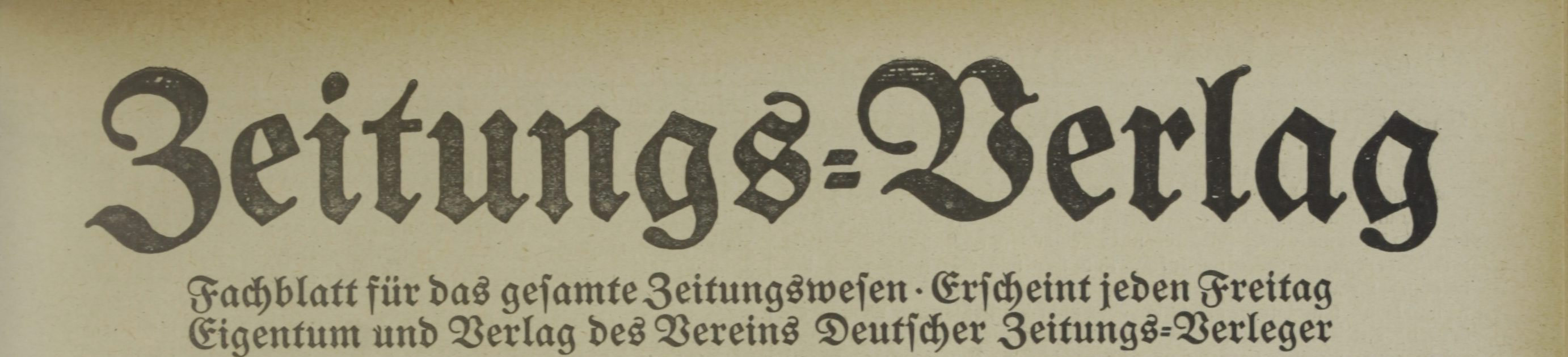
Organ des Vereins Deutscher Zeitungsverleger (Magdeburg 1920)

Der Verein Deutscher Zeitungsverleger (V.D.Z.V.) war der erste Zusammenschluss der Tages- und Wochenpresse im Deutschen Reich. Er wurde am 7. Mai 1894 gegründet und hatte 1930 knapp 3000 Mitglieder. Die Gründung des Vereins Ende des 19. Jahrhunderts fand in der ersten Blütezeit des deutschen Zeitungswesens statt. Es war ein stark umkämpfter Markt geworden und galt als geistig-wirtschaftlich relevante Kraft. Das Organ des Vereins Deutscher Zeitungsverleger war der Zeitungs-Verlag.
1934 lösten die Nationalsozialisten den Verein auf und setzten an seine Stelle den Reichsverband der Deutschen Zeitungsverleger. Nur wer hier Mitglied war, durfte publizieren. Etwa 100 Verlage wurden nicht aufgenommen und somit ausgeschaltet.
Nach der Zeit des Nationalsozialismus gründeten die Altverleger im September 1949 den Verein Deutscher Zeitungsverleger, während die neuen Zeitungen sich im Gesamtverband der Deutschen Zeitungsverleger organisierten. Am 15. Juli 1954 fusionierten sie zum Bundesverband Deutscher Zeitungsverleger.